# ۱۷ رجب
۱۷ رجب، هفدهمین روز از ماه رجب در تقویم هجری قمری است.
در تقویم هجری قمری قراردادی این روز صد و نود و چهارمین روز سال است.

## درگذشتگان
- احمد بن موسی، پسر ارشد موسی کاظم، هفتمین امام شیعیان دوازده امامی(۲۰۲ قمری)